# Wake of Devastation
Wake of Devastation – pierwsza płyta zespołu Decree wydana w 1997 roku.

## Lista utworów
1. Delusion – 4:27
2. The Last Day – 4:29
3. Who Dares? – 3:02
4. Fire of Offering – 5:04
5. Madness Unveiled – 3:22
6. Talons Grasp – 5:43
7. Never Nearer – 4:35
8. Darkness Visible – 6:20
9. Downwards – 4:28
10. Bitter End – 4:45

## Twórcy
- Chris Peterson – programowanie, produkcja, keyboard, sample
- Jeff Stoddard – gitara
- John McRae – śpiew

## Wydania albumu
Źródło: Discogs.com
| Kraj wydania     | Wydawca         | Rok wydania | Numer katalogowy | Opis |
| ---------------- | --------------- | ----------- | ---------------- | ---- |
| Ameryka Północna | Decibel Records | 06.01.1997  | DEC015           |      |
| Europa           | Off Beat        | 14.03.1997  | O-076            |      |